# آلبرتو خیناسته‌را
آلبرتو اِباریستا خیناسته‌را (اسپانیایی: Alberto Evaristo Ginastera‎; تلفظ اسپانیایی: [alˈβerto eβaˈɾisto xinasˈteɾa]؛ ۱۹۱۶–۱۹۸۳) یک آهنگساز اهل آرژانتین بود.
او را یکی از مهم‌ترین آهنگسازان قاره آمریکا در قرن بیستم میلادی می‌دانند.
پدر او از نژادِ کاتالان و مادرش، ایتالیایی بود و خودش در سال‌های پایانی عمر، ترجیح می‌داد نام‌خانوادگی‌اش را با تلفظِ کاتالان آن، یعنی «جیناسته‌را» (IPA: [(d)ʒinasˈteɾa])، صدا بزند تا «خیناسته‌را» (IPA: [xinasˈteɾa]) که تلفظ اسپانیولی آن است.
وی یکی از برندگانِ کمک‌هزینه گوگنهایم بود و از وی آثار کلاسیک فراوانی به جای مانده است.